# Ордоньес, Антонио
Анто́нио Ордо́ньес Арау́хо (исп. Antonio Ordóñez Araujo; 16 февраля 1932, Ронда, Испания — 19 декабря 1998, Севилья) — испанский матадор. Считается наиболее известным матадором рубежа 1950-х и 1960-х годов. Стал матадором в 1951 году; его отец Каетано Ордоньес Агилера также был матадором, матадорами стали и два его внука Фран и Каетано Ривера. Их отец Франсиско Ривера Перес был также тореадором и погиб в 1984 году от раны, полученной от быка на корриде.
За свою карьеру Ордоньес убил по разным сведениям от 2000 до 3000 быков. В 1968 году он убил более 60 быков, в 1971 году вышел в отставку, но в 1981 году вернулся на арену и продолжал выступать до окончательного выхода в отставку в 1988 году. Ордоньес был женат (первым браком) на сестре своего главного соперника, тореадора Домингина. Их непримиримое соперничество за звание лучшего тореадора Испании, в котором в конце концов победил Ордоньес, стало темой романа Эрнеста Хемингуэя «Опасное лето» (1960).
Подобно другим самым известным тореадорам своего времени, встречался и был знаком со многими мировыми знаменитостями, включая Хемингуэя и Орсона Уэллса, прах которого был захоронен в имении Ордоньеса в Ронде. Снялся в нескольких фильмах как актёр, удостоился наград от испанского и французского правительств за «заслуги в искусстве», в том числе орден Почётного легиона. Умер в 1998 году от рака печени. В Испании ему установлено несколько памятников.
Дочь Антонио Ордоньеса Кармен, первая супруга тореадора Франсиско Риверы, боровшаяся за его наследство с Исабель Пантохой, породнившаяся с герцогиней Альбой и погибшая при невыясненных обстоятельствах, была популярным персонажем испанской бульварной прессы. 